# David J. Tholen
Pour les articles homonymes, voir Tholen.
David J. Tholen est un astronome américain de l'Institut d'astronomie de l'université d'Hawaï, qui est spécialisé en planétologie et en astronomie du Système solaire. Tholen a découvert plusieurs astéroïdes, dont celui perdu 1998 DK36, qui pourrait être un astéroïde apohele, et (164294) 2004 XZ130 qui en est certainement un ; en fait, il possède les plus petits demi-grand axe et aphélie de tous les astéroïdes connus. Il a reçu le prix Harold Clayton Urey en 1990.
Il a codécouvert l'astéroïde (99942) Apophis (connu auparavant par sa désignation provisoire 2004 MN4). Cet astéroïde s'approchera très près de la Terre le 13 avril 2029 et apparaîtra très brièvement aussi brillant qu'une étoile de 3e magnitude.
Il a également codécouvert la planète mineure 2018 VG18.
Il est l'auteur d'une classification spectrale des astéroïdes, la classification de Tholen.
L'astéroïde (3255) Tholen porte son nom.

## Astéroïdes numérotés découverts
| (3124) Kansas | 3 novembre 1981   |           |
| (11606) Almary | 19 octobre 1995   |           |
| (17045) Markert | 22 mars 1999      |           |
| (24978) 1998 HJ151 | 28 avril 1998     | [1][2][3] |
| (27002) 1998 DV9 | 23 février 1998   | [4]       |
| (49036) Pélion | 21 août 1998      | [4]       |
| (72912) 2001 OA84 | 18 juillet 2001   |           |
| (96744) 1999 OW3 | 18 juillet 1999   | [4]       |
| (97725) 2000 GB147 | 2 avril 2000      | [4]       |
| (99942) Apophis | 19 juin 2004      | [5][6]    |
| (101818) 1999 JD13 | 14 mai 1999       | [4]       |
| (103501) 2000 AT245 | 8 janvier 2000    | [4]       |
| (124198) 2001 OH77 | 18 juillet 2001   |           |
| (137911) 2000 AB246 | 8 janvier 2000    | [4]       |
| (139478) 2001 OP104 | 19 juillet 2001   |           |
| (141498) 2002 EZ16 | 8 mars 2002       |           |
| (160848) 2001 BN82 | 19 janvier 2001   |           |
| (164294) 2004 XZ130 | 13 décembre 2004  |           |
| (164405) 2005 UK504 | 24 octobre 2005   |           |
| (164406) 2005 UV504 | 24 octobre 2005   |           |
| (168613) 2000 AA246 | 7 janvier 2000    | [4]       |
| (168828) 2000 SY320 | 29 septembre 2000 |           |
| (190208) 2006 AQ | 2 janvier 2006    |           |
| (198968) 2005 UF506 | 24 octobre 2005   |           |
| (198971) 2005 UU512 | 31 octobre 2005   |           |
| (202420) 2005 UO506 | 24 octobre 2005   |           |
| (209923) 2005 UX504 | 24 octobre 2005   |           |
| (218017) 2001 XV266 | 9 décembre 2001   |           |
| (229495) 2005 UG508 | 24 octobre 2005   |           |
| (231134) 2005 TU45 | 5 octobre 2005    |           |
| (231199) 2005 UO505 | 24 octobre 2005   |           |
| (231200) 2005 UZ505 | 24 octobre 2005   |           |
| (233166) 2005 UF508 | 24 octobre 2005   |           |
| (238850) 2005 UL530 | 24 octobre 2005   |           |
| (240790) 2005 UH505 | 24 octobre 2005   |           |
| (248508) 2005 UY504 | 24 octobre 2005   |           |
| (250706) 2005 RR6 | 4 septembre 2005  |           |
| (265742) 2005 UG510 | 24 octobre 2005   |           |
| (268427) 2005 UJ506 | 24 octobre 2005   |           |
| (276891) 2004 RH340 | 15 septembre 2004 |           |
| (277451) 2005 UT504 | 24 octobre 2005   |           |
| (280491) 2004 MO7 | 16 juin 2004      |           |
| (280742) 2005 LY42 | 8 juin 2005       |           |
| (281070) 2006 OY10 | 21 juillet 2006   |           |
| (284133) 2005 UP504 | 24 octobre 2005   |           |
| (290759) 2005 UR505 | 24 octobre 2005   |           |
| (303930) 2005 UZ503 | 24 octobre 2005   |           |
| (306798) 2001 OW94 | 20 juillet 2001   |           |
| (309203) 2007 GG | 7 avril 2007      |           |
| (326354) 2000 SJ344 | 30 septembre 2000 | [4]       |
| (327398) 2005 UL505 | 24 octobre 2005   |           |
| (357129) 2001 XU266 | 9 décembre 2001   |           |
| (363071) 2000 GD147 | 3 avril 2000      | [4]       |
| (363831) 2005 PY16 | 1er août 2005     |           |
| (383165) 2005 VJ5 | 7 novembre 2005   |           |
| (396816) 2004 QU28 | 17 août 2004      |           |
| (405762) 2005 YO180 | 29 décembre 2005  |           |
| (437908) 2001 XW266 | 9 décembre 2001   |           |
| (440680) 2005 YW36 | 23 décembre 2005  |           |
| (455951) 2005 UQ504 | 24 octobre 2005   |           |
| (474212) 2000 SH344 | 29 septembre 2000 | [4]       |
| (480852) 2000 WK192 | 24 novembre 2000  |           |
| (481027) 2004 XN44 | 13 décembre 2004  |           |
| (503858) 1998 HQ151 | 28 avril 1998     | [1][2][3] |
| (541132) Leleākūhonua | 13 octobre 2015   | [2][7]    |
| (541152) 2017 EU9 | 24 avril 2005     |           |
| Co-découvertes faites avec : 1. J. X. Luu 2. C. Trujillo 3. D. C. Jewitt 4. R. J. Whiteley 5. R. A. Tucker 6. F. Bernardi 7. S. S. Sheppard |                   |           |